# Helmstadt (Helmstadt-Bargen)

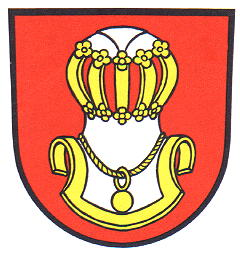
Wappen von Helmstadt

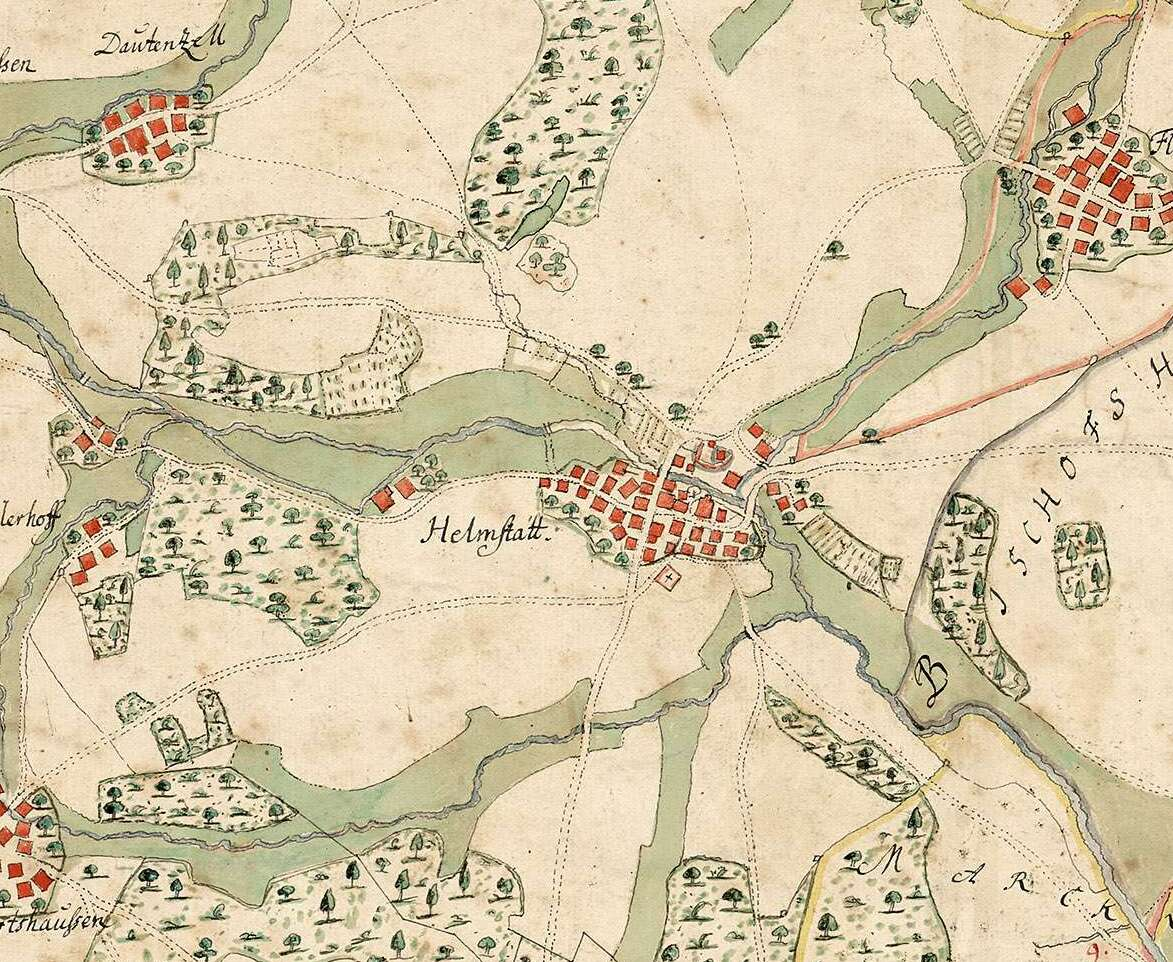
Helmstadt auf einer Karte von 1748

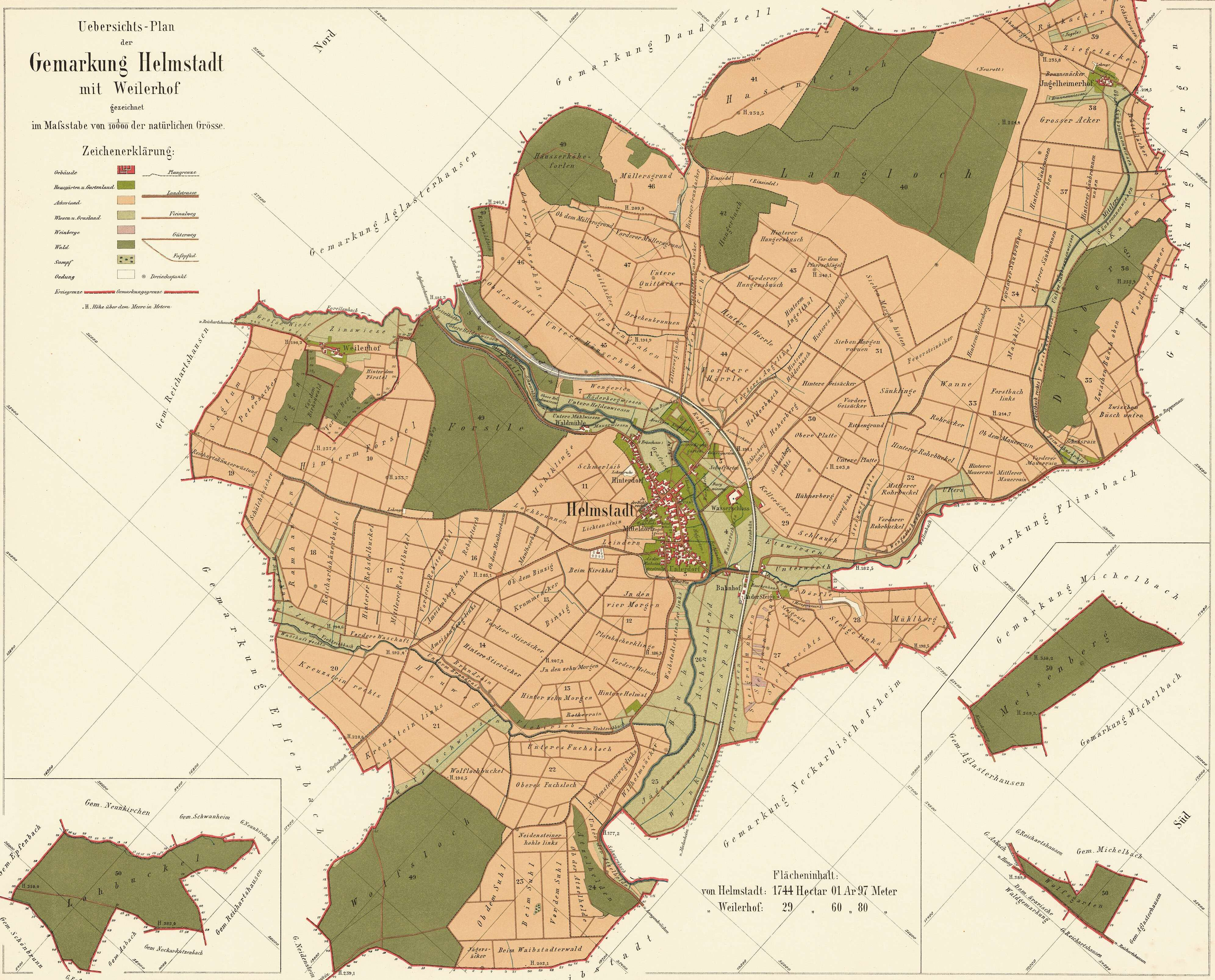
Gemarkung Helmstadt, Stand 1885

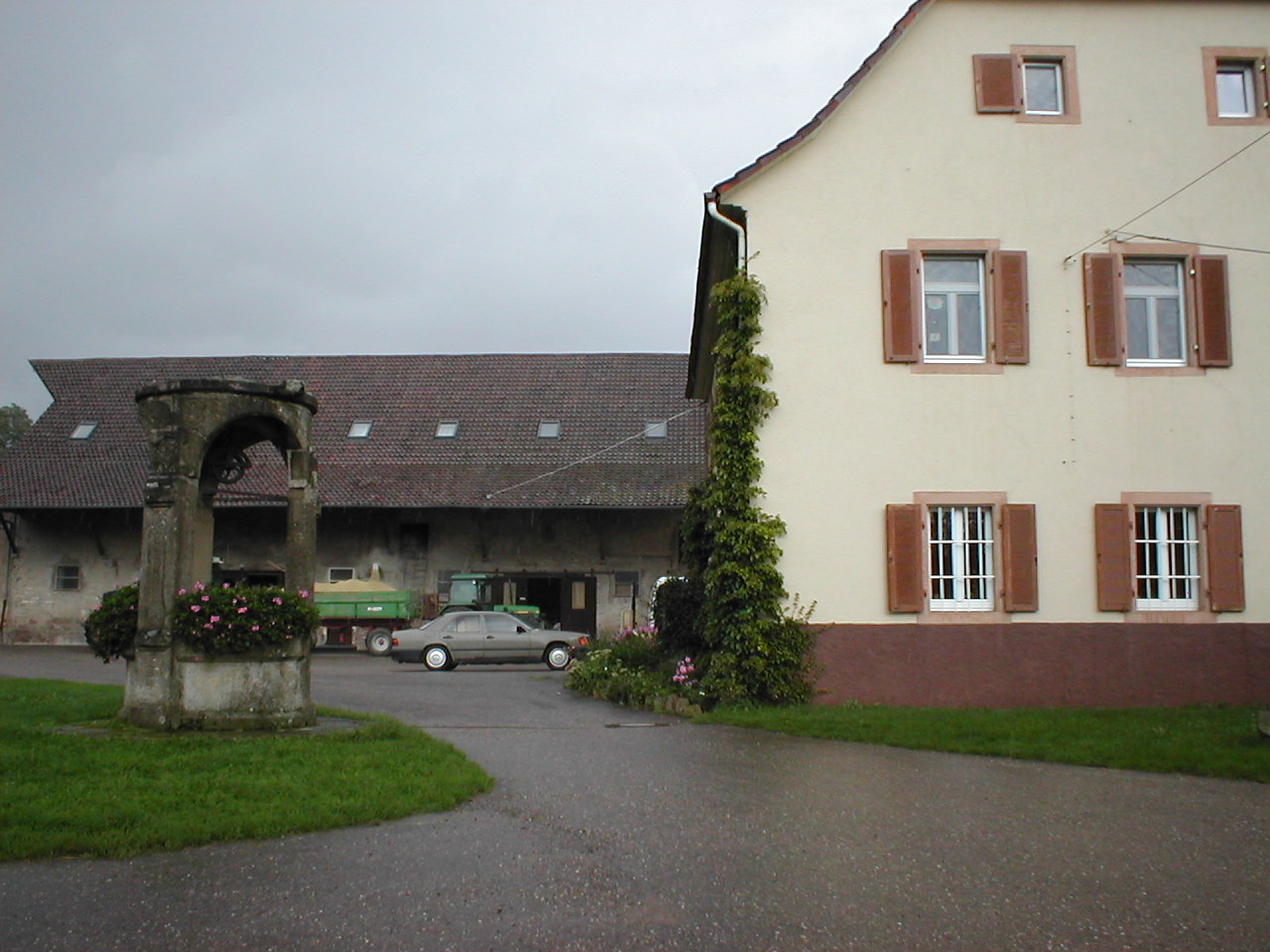
Das Wasserschloss von Helmstadt

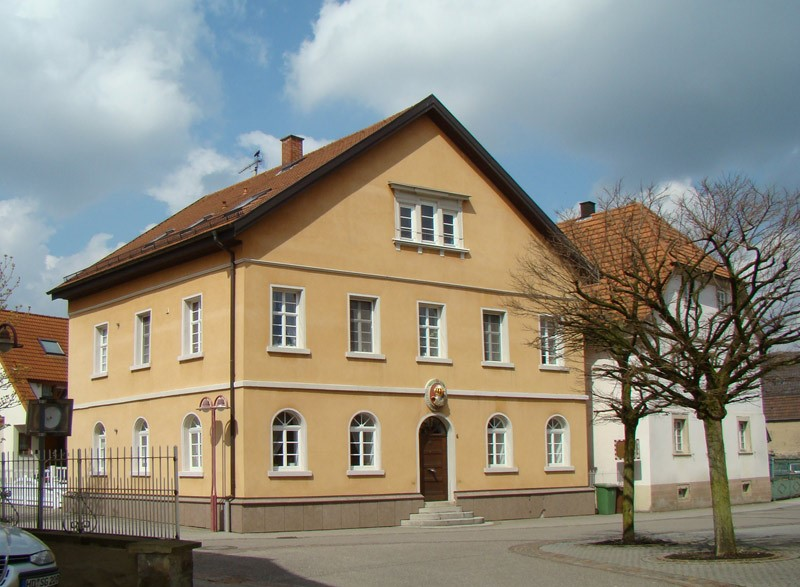
Rathaus von Helmstadt

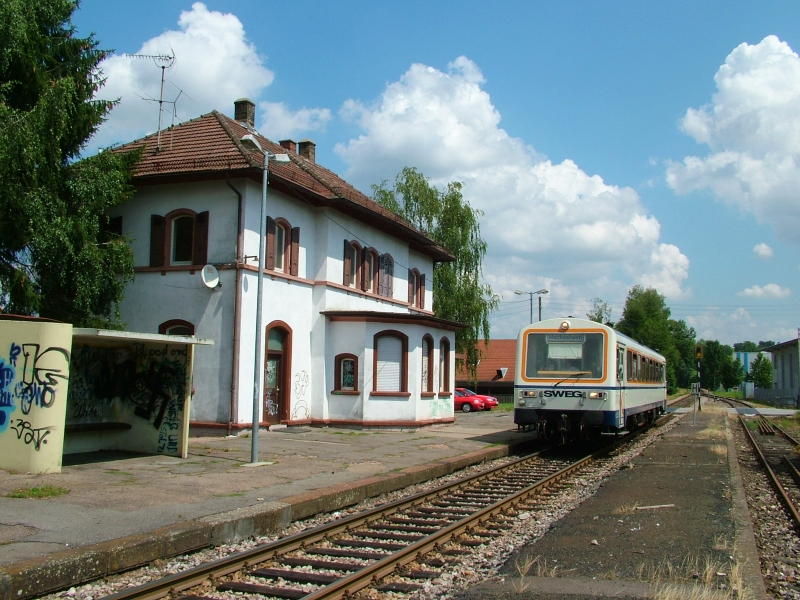
Bahnhof von Helmstadt

Helmstadt ist eine Ortschaft im Nordwesten von Baden-Württemberg. Es bildet heute einen Teil der Gemeinde Helmstadt-Bargen im Rhein-Neckar-Kreis.

## Geographie
Helmstadt liegt im nördlichen Teil des Kraichgaus am rechten Ufer des Schwarzbaches. Im Süden des Ortes mündet in ihn der Wollenbach, der ihm von Osten zufließt. Die Gegend ist flachwellig und landwirtschaftlich geprägt. Zu Helmstadt gehört eine Reihe von Wohnplätzen in der Umgebung, zu denen der Weiler Ingelheimerhof im Osten sowie das Gehöft Weilerhof im Nordwesten zählen.
Benachbarte Gemeinden (auch ehemalige) sind, beginnend im Nordosten und dann im Uhrzeigersinne, Bargen, Flinsbach, Neckarbischofsheim, Waibstadt, Neidenstein, Epfenbach, Reichartshausen, Aglasterhausen, Daudenzell und Asbach.
Hinzu kommen drei Waldstücke, die Exklaven bilden. Der Lohbuckel grenzt an Neunkirchen, Reichartshausen, Neckarkatzenbach, Asbach, Epfenbach, Schönbrunn und Schwanheim, der Meisenberg an Michelbach und Aglasterhausen. Der dritte ist der Wolfsgarten, der zwischen Michelbach, Aglasterhausen, Reichartshausen, Asbach und einer domänischen aerischen Waldgemarkung liegt.

## Geschichte
Helmstadt bildet einen Ausbauort des frühen Mittelalters. Wie im Lorscher Codex belegt, wurde es 769 urkundlich erstmals erwähnt. Der Name leitet sich von einer Person Helmunt ab. Dort war auch die Zugehörigkeit uneitlich benannt, denn sowohl der Elsenzgau als auch der Gartachgau kamen in Frage. 
Der Ort fiel in ein Gebiet, für das im Mittelalter die Bischöfe von Worms die Immunität für Wimpfen besaß. Während die Landesherrschaft bei der Kurpfalz lag, waren es die zunächst die Herren von Helmstatt in Bezug auf die Ortsherrschaft. Von den von ihnen errichteten drei Burgen ist nur noch eine, das Wasserschloss, baulich nachweisbar, denn es wurde im 18. Jahrhundert zum Gutshof umgebaut. Durch Erbfall fiel die Ortsherrschaft 1684 an die Herren von Berlichingen.

## Verwaltungszugehörigkeit
Als Kurpfälzer Ort hatte Helmstadt zur Stüber Zent gezählt und war dem Oberamt Heidelberg unterstanden. Mit deren Auflösung 1806 fiel es an Baden. Dort kam es zunächst zum Amt Neckarschwarzach, das aber bereits 1813 aufgelöst wurde. Zwischen 1813 und 1857 gehörte der Ort zum Bezirksamt Neckarbischofsheim, dann zum Bezirksamt Sinsheim. Aus diesem ging 1939 der gleichnamige Landkreis hervor.

## Gemeinde
Helmstadt hatte früher eine eigenständige Gemeinde gebildet, in die 1970 Flinsbach eingemeindet wurde. Anfang 1975 wurde Helmstadt mit Bargen zusammengeschlossen und die Gemeinde in Helmstadt-Bargen umbenannt.

## Verkehr
Durch Helmstadt verläuft die Bundesstraße 292, die von Sinsheim im Südwesten kommt und nach Mosbach im Nordosten führt. Sie wird hier gekreuzt von der Landesstraße 530 ab, die in Lobenfeld im Nordwesten beginnt und in Bad Wimpfen im Südosten endet.
Helmstadt hat auch einen Bahnhof an der Schwarzbachtalbahn.

## Religiöses
Im Gegensatz zur katholischen Kirche steht in Helmstadt die evangelische Kirche unter Denkmalschutz.

## Sonstiges
Helmstadt gilt als einer von drei Orten, die von Wissenschaftlern als möglicher Geburtsort von Johann Georg Faust genannt werden.